# Reinventing the Steel
Reinventing the Steel — дев'ятий студійний альбом американського грув-метал гурту Pantera, був випущений 21 березня 2000 року на лейблі East West Records. Це останній студійний альбом Pantera, випущений перед їхнім дев’ятнадцятирічним розпадом з листопада 2003 року по липень 2022 року, і останній альбом гурту, у якому взяли участь брати Ебботт - Даймбег Даррелл і Вінні Пол до їх смерті у 2004 і 2018 роках відповідно.
Видозмінений фрагмент пісні «Death Rattle» став саундтреком для другого сезону мультсеріалу Губка Боб Квадратні Штани. Сама пісня позначена як «Pre-Hibernation (Instrumental)». Запис був зроблений у 2001 році. Учасниками запису були всі музиканти, окрім Філа Ансельмо.

## Про альбом
Reinventing the Steel був спродюсований братами Ебботтами разом з Стерлінгом Вінфілдом, що робить його першим студійним альбомом Pantera після Power Metal 1988 року, який не продюсував Террі Дейт.
В Австралії був випущений дводисковий "Tour Edition". Перший диск складається з власне альбому, а другий – неофіційна компіляція хітів.
Реліз був перевиданий у жовтні 2020 року. Він включає новий мікс зроблений Террі Дейтом, неопубліковані композиції та оновлену обкладинку.

## Лірика і музика альбому
Reinventing the Steel містить тексти пісень здебільшого про сам гурт, як от «We’ll Grind that Axe for a Long Time», «I'll Cast a Shadow» (про вплив Pantera на жанр). Також є пісні про їхніх шанувальників, наприклад «Goddamn Electric» і «You've Got to Belong to It». У «Goddamn Electric» згадуються Black Sabbath і Slayer, соло для цієї пісні було записане Керрі Кінгом у ванній після виступу Slayer на Ozzfest у Далласі. Учасники групи присвятили реліз для своїх шанувальників, яких вони вважали своїми «братами та сестрами».

## Обкладинка
Обкладинка — фотографія, зроблена Скоттом Калівою (1967–2003), другом Філа Ансельмо. Скотт зробив фото, коли був присутнім на вечірці, яка була біля будинку Філа, де розвели багаття. Один із гостей стрибнув через багаття, тримаючи в руці пляшку Wild Turkey. Скотт зробив знімок, і фото стало обкладинкою для Reinventing the Steel.
Обкладинка 20-го ювілейного видання складається з сталевого маркування, а також логотипа і назви альбому, схожими на ті, що були на альбомі Cowboys from Hell.

## Критика
Reinventing the Steel досяг 4-го місця в чарті Billboard 200, 8-го в Top Canadian Albums і 5-го в Top Internet Albums. Альбом протримався на 4-ій позиції в Billboard 200 понад 12 тижнів. Перший сингл, «Revolution Is My Name», досяг 28-го місця в чарті Billboard Mainstream Rock Charts . 2 травня 2000 року альбом отримав «золотий» статус за версією Американської асоціації компаній звукозапису, проте він не досяг «платинового» статусу, що робить його єдиним з п'яти студійних робіт Pantera (випущений на мейджор-лейблі), який не досяг продажів в 1 000 000 екземплярів.

## Треклист
Дані взято з оригінального компакт диску 
Автор музики і слів Pantera. 
| #     | Назва                                  | Тривалість |
| ----- | -------------------------------------- | ---------- |
| 1.    | «Hellbound»                            | 2:41       |
| 2.    | «Goddamn Electric»                     | 4:56       |
| 3.    | «Yesterday Don't Mean Shit»            | 4:19       |
| 4.    | «You've Got to Belong to It»           | 4:13       |
| 5.    | «Revolution Is My Name»                | 5:15       |
| 6.    | «Death Rattle»                         | 3:17       |
| 7.    | «We'll Grind That Axe for a Long Time» | 3:44       |
| 8.    | «Uplift»                               | 3:45       |
| 9.    | «It Makes Them Disappear»              | 6:21       |
| 10.   | «I'll Cast a Shadow»                   | 5:22       |
| 43:53 |                                        |            |

| Бонус-трек японського видання | Бонус-трек японського видання                  | Бонус-трек японського видання |
| #                             | Назва                                          | Тривалість                    |
| ----------------------------- | ---------------------------------------------- | ----------------------------- |
| 11.                           | «Hole in the Sky» (кавер-версія Black Sabbath) | 4:17                          |
| 48:10                         |                                                |                               |

### 20th Anniversary Edition
Випущене в жовтні 2020 року 20-те ювілейне видання Reinventing the Steel включає ремікси треклиста, зробленого давнім продюсером Pantera Террі Дейтом, а також сингли, які раніше не були випущені на жодному студійному альбомі, радіоверсії та інструментальні мікси оригінальних треків альбому.
Автор музики і слів Pantera (якщо не вказано інше). 
| Диск 1 | Диск 1                                                       | Диск 1     |
| #      | Назва                                                        | Тривалість |
| ------ | ------------------------------------------------------------ | ---------- |
| 1.     | «Hellbound (2020 Terry Date mix)»                            | 2:41       |
| 2.     | «Goddamn Electric (2020 Terry Date mix)»                     | 4:56       |
| 3.     | «Yesterday Don't Mean Shit (2020 Terry Date mix)»            | 4:19       |
| 4.     | «You've Got to Belong to It (2020 Terry Date mix)»           | 4:13       |
| 5.     | «Revolution Is My Name (2020 Terry Date mix)»                | 5:15       |
| 6.     | «Death Rattle (2020 Terry Date mix)»                         | 3:17       |
| 7.     | «We'll Grind That Axe for a Long Time (2020 Terry Date mix)» | 3:44       |
| 8.     | «Uplift (2020 Terry Date mix)»                               | 3:45       |
| 9.     | «It Makes Them Disappear (2020 Terry Date mix)»              | 6:21       |
| 10.    | «I'll Cast a Shadow (2020 Terry Date mix)»                   | 5:22       |

| Диск 2 | Диск 2                                                 | Диск 2     |
| #      | Назва                                                  | Тривалість |
| ------ | ------------------------------------------------------ | ---------- |
| 1.     | «Hellbound (2020 Remaster)»                            | 2:41       |
| 2.     | «Goddamn Electric (2020 Remaster)»                     | 4:56       |
| 3.     | «Yesterday Don't Mean Shit (2020 Remaster)»            | 4:19       |
| 4.     | «You've Got to Belong to It (2020 Remaster)»           | 4:13       |
| 5.     | «Revolution Is My Name (2020 Remaster)»                | 5:15       |
| 6.     | «Death Rattle (2020 Remaster)»                         | 3:17       |
| 7.     | «We'll Grind That Axe for a Long Time (2020 Remaster)» | 3:44       |
| 8.     | «Uplift (2020 Remaster)»                               | 3:45       |
| 9.     | «It Makes Them Disappear (2020 Remaster)»              | 6:21       |
| 10.    | «I'll Cast a Shadow (2020 Remaster)»                   | 5:22       |
| 11.    | «Goddamn Electric (Radio Mix)»                         | 4:57       |
| 12.    | «Revolution Is My Name (Radio Edit) [2020 Remaster]»   | 4:10       |
| 13.    | «Cast a Shadow (Radio Edit)»                           | 3:55       |
| 14.    | «Goddamn Electric (Radio Edit)»                        | 4:14       |

| Диск 3 | Диск 3                                                          | Диск 3        | Диск 3     |
| #      | Назва                                                           | Автор музики  | Тривалість |
| ------ | --------------------------------------------------------------- | ------------- | ---------- |
| 1.     | «Avoid the Light»                                               |               | 6:27       |
| 2.     | «Immortally Insane»                                             |               | 5:11       |
| 3.     | «Cat Scratch Fever»                                             | Ted Nugent    | 3:49       |
| 4.     | «Hole in the Sky»                                               | Black Sabbath | 4:13       |
| 5.     | «Electric Funeral»                                              | Black Sabbath | 5:43       |
| 6.     | «Hellbound (Instrumental Rough Mix)»                            |               | 2:41       |
| 7.     | «Goddamn Electric (Instrumental Rough Mix)»                     |               | 4:56       |
| 8.     | «Yesterday Don't Mean Shit (Instrumental Rough Mix)»            |               | 4:19       |
| 9.     | «You've Got to Belong to It (Instrumental Rough Mix)»           |               | 4:13       |
| 10.    | «Revolution Is My Name (Instrumental Rough Mix)»                |               | 5:15       |
| 11.    | «Death Rattle (Instrumental Rough Mix)»                         |               | 3:17       |
| 12.    | «We'll Grind That Axe for a Long Time (Instrumental Rough Mix)» |               | 3:44       |
| 13.    | «Uplift (Instrumental Rough Mix)»                               |               | 3:45       |
| 14.    | «It Makes Them Disappear (Instrumental Rough Mix)»              |               | 6:21       |
| 15.    | «I'll Cast a Shadow (Instrumental Rough Mix)»                   |               | 5:22       |
| 172:56 |                                                                 |               |            |

## Учасники запису
Pantera
- Філ Ансельмо – вокал
- Даймбег Даррелл – гітари
- Рекс Браун — бас-гітара
- Вінні Пол – ударні

Додаткові музиканти
- Керрі Кінг – гітара в «Goddamn Electric"

Інші
- Стерлінг Вінфілд – продюсування, звукоінженерія, зведення
- Даймбег Даррелл – продюсування
- Вінні Пол – продюсування, звукоінженерія, зведення
- Хауї Вайнберг – мастеринг в Masterdisk, Нью-Йорк
- Записано в Chasin Jason Studios, Арлінгтон, Техас[15]

## Чарти

### Альбом
Недільні чарти
| Чарт (2000)    | Найвища позиція |
| -------------- | --------------- |
| Австралія      | 2               |
| Австрія        | 26              |
| Канада         | 8               |
| Нідерланди     | 55              |
| Фінляндія      | 3               |
| Франція        | 21              |
| Німеччина      | 18              |
| Ірландия       | 31              |
| Нова Зеландія  | 10              |
| Норвегія       | 14              |
| Швеція         | 27              |
| Швейцарія      | 84              |
| Великобританія | 33              |
| США            | 4               |

### Сингли
| Пісня                   | Чарт                  | Позиція |
| ----------------------- | --------------------- | ------- |
| «Revolution Is My Name» | Mainstream Rock Songs | 28      |
| «I’ll Cast a Shadow»    | UK Rock Songs         | 15      |

## Сертифікації
| Регіон                                             | Сертифікація | Продажі  |
| -------------------------------------------------- | ------------ | -------- |
| США (RIAA)                                         | Золотий      | 500 000^ |
| ^відвантаження, що базуються лише на сертифікаціях |              |          |